# Urszula Czerniak
Urszula Czerniak (ur. 11 września 1970) – polska antropolożka fizyczna, fizjoterapeutka, prorektorka Akademii Wychowania Fizycznego im. Eugeniusza Piaseckiego w Poznaniu.

## Życiorys
Urszula Czerniak w 1993 ukończyła studia w zakresie wychowania fizycznego oraz rehabilitacji ruchowej na Akademii Wychowania Fizycznego im. Eugeniusza Piaseckiego w Poznaniu. Uzyskała uprawnienia wykonywania zawodu fizjoterapeutki. W 2002 uzyskała tamże stopień doktorki nauk o kulturze fizycznej w dyscyplinie kultura fizyczna, specjalność antropologia, na podstawie napisanej pod kierunkiem Ewy Ziółkowskiej-Łajp dysertacji Morfologiczna i motoryczna charakterystyka kobiet po mastektomii. Także na AWF w Poznaniu habilitowała się w dyscyplinie nauk o kulturze fizycznej.
W 1994 rozpoczęła pracę w Katedrze Antropologii i Biometrii Akademii Wychowania Fizycznego w Poznaniu. Pełniła funkcje prodziekanki Wydziału Nauk o Kulturze Fizycznej, prodziekanki do spraw studiów Wydziału Wychowania Fizycznego, Sportu i Rehabilitacji (2016–2020), dziekanki Wydziału Nauk o Zdrowiu (2020–2024). Prorektorka do spraw studiów w kadencji 2024–2028.
Jej zainteresowania naukowe obejmują takie zagadnienia jak: badania czynników determinujących aktywność fizyczną osób w różnym wieku i o różnym stanie zdrowia, szczególnie kobiet po leczeniu onkologicznym z powodu raka piersi.
Skarbniczka Polskiego Towarzystwa Antropologicznego, działaczka Federacji Stowarzyszeń „Amazonki”.